# Paul Nioze
Paul Nioze (* 19. März 1967) ist ein ehemaliger seychellischer Dreispringer.
1989 gewann er bei den Afrikameisterschaften in Lagos Bronze. Im Jahr darauf wurde er Achter bei den Commonwealth Games 1990 in Auckland.
1991 schied er bei den Weltmeisterschaften in Tokio in der Qualifikation aus und holte Silber bei den Panafrikanischen Spielen in Kairo. Einem Vorrunden-Aus bei den Olympischen Spielen 1992 in Barcelona folgte eine weitere Bronzemedaille bei den Afrikameisterschaften 1993 in Durban. Bei den Weltmeisterschaften 1995 in Göteborg scheiterte er erneut in der Vorrunde.
1996 errang er den Titel bei den Afrikameisterschaften in Yaoundé, kam aber bei den Olympischen Spielen in Atlanta ebenso wenig über die erste Runde hinaus wie ein Jahr später bei den Weltmeisterschaften 1997 in Athen. Bei den Commonwealth Games 1998 in Kuala Lumpur wurde er Neunter.
Am 27. August 1990 stellte er in Antananarivo mit 16,80 m den aktuellen seychellischen Rekord auf.
Paul Nioze ist 1,87 m groß und wog in seiner aktiven Zeit 77 kg. Er war der erste Repräsentant seines Landes, der als unabhängiger Beobachter der Welt-Antidoping-Agentur bei den Dopingkontrollen der Olympischen Winterspiele 2006 in Turin auftrat.